# Герд, Александр Яковлевич
Александр Яковлевич Герд (15 [17] апреля 1841, Санкт-Петербург — 13 [25] декабря 1888, Санкт-Петербург) — российский педагог, основоположник методики преподавания естествознания как научной дисциплины и метода практических и лабораторных работ.

## Биография
Родился 5 (17) апреля 1841 года в семье Якова Герда, англичанина, приехавшего в Россию в качестве учителя по Белль-Ланкастерской системе, которая стала внедряться в России ещё при Александре I.
С серебряной медалью окончил Ларинскую гимназию (1858). Поступил на физико-математический факультет Санкт-Петербургского университета, после окончания которого в 1863 году со степенью кандидата стал преподавать в частной бесплатной Васильеостровской школе, инспектором которой был Ф. Ф. Резенер. По закрытии школы с 1865 года Герд состоял воспитателем и преподавателем естественной истории в 1-й военной гимназии, а также некоторое время преподавал в Пажеском корпусе. В апреле 1866 года женился на Антонине Михайловне Латкиной; в 1870 году у них родился сын Владимир. С 1868 года давал уроки по естественной истории в гимназии и в Пажеском корпусе. В это время он активно работал в журнале «Учитель» и некоторое время неофициально редактировал этот журнал вместе с Ф. Ф. Резенером. Он был также деятельным членом петербургского Педагогического общества, помещавшегося при 2-й гимназии, в котором тогда участвовали все лучшие педагогические силы. В 1869 году Герд был командирован Военным министерством на съезд учителей в Берлин. 
Образовавшееся в 1870 году в Петербурге Общество земледельческих колоний и ремесленных приютов для исправления малолетних преступников пригласило Герда на пост директора колонии, устроенной за пороховыми заводами, в 8 верстах от берега Невы. Совершив поездку за границу для изучения устройства подобных учреждений на западе, Герд с увлечением предался этому делу, в основу которого он положил не внешнюю организацию, а личное влияние директора на невольных колонистов — а это прежде всего требовало сердечного отношения к развращённым и, конечно, недоверчивым питомцам. Без устали работая, как распорядитель работ и чернорабочий, как друг, наставник и начальник озлобленных детей, Герд достиг блестящих результатов; но в декабре 1874 года обстоятельства заставили его покинуть колонию.
По приглашению Педагогического музея он прочитал в Соляном городке десять публичных лекций «Силы природы», которые постоянно сопровождались опытами. Весной 1876 года он был снова командирован Военным министерством за границу — в Англию, на Всемирную педагогическую выставку в Кенгсингтоне. 
В 1877 году он принял в своё заведование перворазрядное же некое учебное заведение кн. Оболенской, а в 1879 году, когда заведение это было преобразовано в гимназию министерства народного просвещения, Герд был назначен председателем педагогического совета этой гимназии.
С 1878 года до последнего дня своей жизни он был преподавателем наследника цесаревича (затем императора Александра III), великих князей Георгия и Михаила Александровичей и великой княжны Ксении Александровны. С самого основания Общества для доставления средств высшим женским (Бестужевским) курсам А. Я. Герд был его членом, а в последние шесть лет своей жизни состоял председателем комитета Общества; здесь деятельность его выразилась не только в заботах об устранении финансовых затруднений общества, но и в трудах по правильной постановке учебной части. На женских педагогических курсах Герд в течение 10 лет читал курс естествознания, а одно время и на курсах Фребелевского общества. 
С 1880 по 1883 год состоял экспертом по учебной части при Санкт-Петербургской городской училищной комиссии Санкт-Петербургской городской думы, став таким образом, руководителем городских школ.
Одарённый редкими педагогическими способностями, Герд к делу своему относился самоотверженно и горячо. Нравственная высота его личности действовала обаятельно на всех, кто приходил с ним в соприкосновение, между прочим и на В. М. Гаршина. Первым предпринял попытку построить весь курс естествознания в средней школе на эволюционной основе Ч. Дарвина.
Много поработал А. Я. Герд также над переводами и составлением учебников. Его руководства пользовались большим распространением. Так, «Определитель минералов» выдержал 3 издания, «Учебник минералогии для городских училищ» — 6 изданий, «Руководство минералогии для реальных училищ» — 5 изданий, «Краткий курс естествоведения» — 5 изданий. Им был составлен для воспитанников военно-учебных заведений «Определитель растений» (в 2-х ч.; СПб., 1868). Большой педагогический интерес представляют его «Предметные уроки» (СПб., 1883). Под редакцией Герда были переведены ботаническая часть «Происхождения видов» Дарвина (СПб., 1867-68) и 11-я часть «Оснований биологии» Спенсера.
Скончался 13 (25) декабря 1888 года. Ещё накануне, 12 декабря, он давал урок Августейшим детям в Гатчине. Был похоронен на Смоленском лютеранском кладбище.